# Милорад Драгићевић
Милорад Драгићевић–Баја (Београд, 6. октобар 1904 — Београд, 7. децембар 1975) био је фудбалер БСКа, репрезентативац Југославије у периоду од 1926. до 1928. и фудбалски функционер. Играо је у везном реду, а био је и врстан голгетер.

## Биографија
Почео је да игра у подмлатку СК Југославија - Београд као десна полутка или вођа навале, кратко је бранио боје СК Јадран - Београд (1923), а играчку зрелост и квалитет исказао је у "плавом" дресу БСК- Београд (1924-1929), у којем је због повреде доста рано завршио каријеру.
Један од најбољих београдских фудбалера у првој деценији активности репрезентације Југославије (1920-1930), у којој је двапут облачио национални дрес: 3. октобра 1926. против Румуније (2:3) у Загребу и 6. маја 1928. као лева полутка опет против Румуније (3:1) у Београду. Обе утакмице су игране у оквиру Купа пријатељских земаља.
Милорад Драгићевић-Баја је после Другог светског рата радио као благајник Фудбалског савеза Југославије, одакле је 1970. пензионисан.